# Jiří Ticháček
Jiří Ticháček, född 5 januari 1951, är en tidigare tjeckoslovakisk orienterare. Han tog brons i stafett vid VM 1979.